# Ford Rock
Der Ford Rock ist eine markante und 251 m hohe Felsformation auf der antarktischen Ross-Insel. Er ragt 1,5 km nordöstlich des Cone Hill im Zentrum der Hut-Point-Halbinsel auf.
Im Zuge der Terra-Nova-Expedition (1910–1913) unter der Leitung des britischen Polarforschers Robert Falcon Scott trugen dieser Felsen und der Cone Hill die Namen Cone Hill I und Cone Hill II. Ersterer konnte dem Cone Hill zugeordnet werden, letzterer erhielt auf Vorschlag des neuseeländischen Bergsteigers und Glaziologen Arnold John Heine einen neuen Namen. Namensgeber ist der neuseeländische Geodät Malcolm Roding James Ford (1939–1996), der zwischen 1962 und 1963 im Rahmen des McMurdo-Schelfeisprojekts ein Netzwerk von Leuchtfeuern für Vermessungsarbeiten, darunter auf dem hier beschriebenen Felsen, errichtet hatte. Der Felsen war bereits zwischen 1955 und 1956 Standort für ein solches Leuchtfeuer, welches vom United States Hydrographic Office betrieben wurde.